# 天津东疆综合保税区
天津东疆综合保税区，原为天津东疆保税港区，也称天津港东疆港区，简称东疆港或东疆港区，位于中華人民共和國天津市滨海新区天津港的东北部，于2007年正式开港，是国务院批准设立的海关特殊监管区，拥有国际中转、国际配送、国际采购、国际贸易、航运融资、航运交易、航运租赁、离岸金融服务八项功能，是国务院批复天津建设“北方国际航运中心”的核心功能区。东疆保税港区距天津市区56公里，规划面积10平方公里。东疆综合保税区作为中国最大的保税港区，自2007年正式开港以来已有超过500家企业在区内注册。东疆综合保税区管委会作为天津市政府的派出机构，直接负责综合配套改革的推进事宜。2012年，东疆综合保税区完成生产总值26亿元，年均增长146.9%。2014年12月，国务院决定在包括东疆综合保税区在内的天津市特定区域设立中国（天津）自由贸易试验区。

## 历史沿革

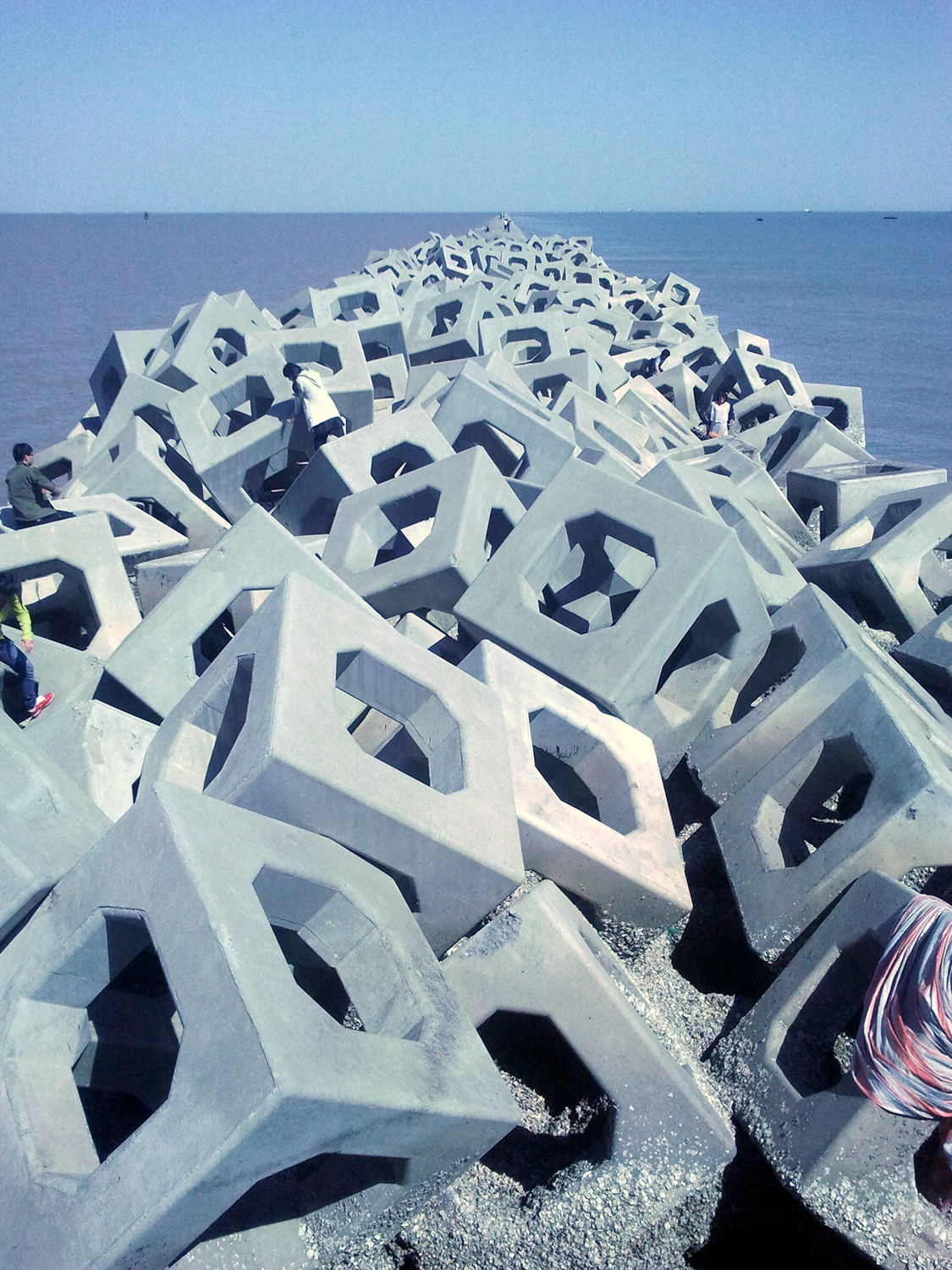
从东疆港看天津港北大防波堤

### 前期建设时期

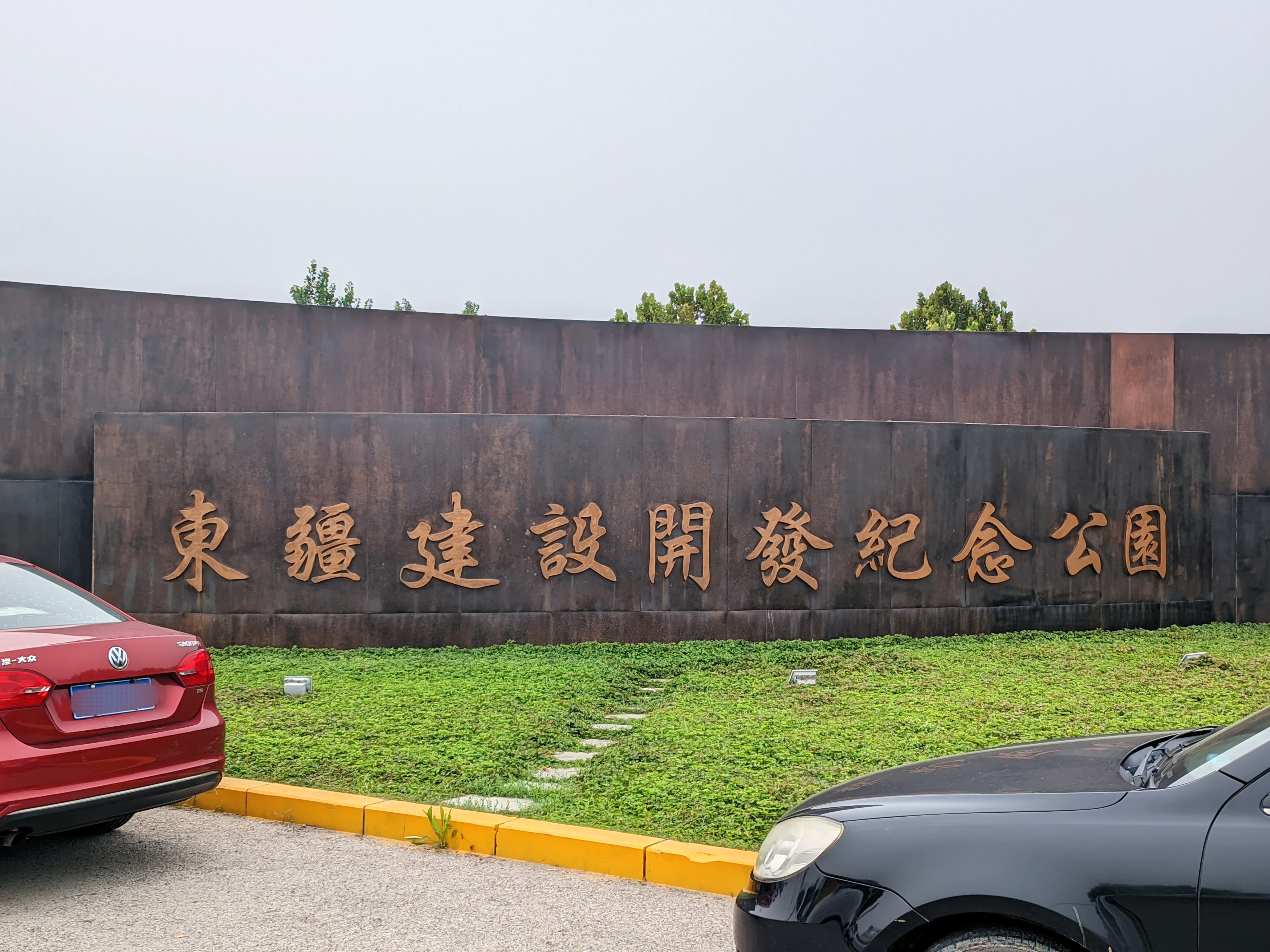
东疆建设开发纪念公园

开发建设东疆港区的设想最早始于20世纪80年代，1987年被纳入天津港总体规划，获交通部、天津市政府的批准。
2002年6月，天津港启动了北大防波堤工程，天津港东疆港区以北大防波堤在外海开工建设为起点，启动围海工程，为东疆综合保税区的填海造陆工程创造条件，该工程由中港一航局一公司承建。2003年7月，天津港北大防波堤东、南外堤合龙，开始吹泥填海进行港区建设。2004年8月26日上午，北大防波堤的最后一块半圆体安装完毕。
2004年9月，天津港北大防波堤工程竣工，总投资共计6.5亿元。2004年6月，天津港开展了东疆港区概念性规划方案的国际征集工作。2005年5月，天津港完成了东疆港区总体规划的制订，并上报天津市政府。
2005年12月16日，天津市将《天津市人民政府关于建立东疆保税港区的请示》正式上报国务院。2006年5月26日，在国务院下发《国务院关于推进天津滨海新区开发开放有关问题的意见》，明确指出：推动天津滨海新区进一步扩大开放，设立天津东疆保税港区。

### 第一港岛封关运作时期
2006年8月31日，国务院关于设立天津东疆保税港区的批复正式下发。
2007年12月11日，包括6个集装箱泊位、物流加工区、海关监管及口岸办公设施等约4平方公里将已经建成投入使用，实现了东疆保税港区首期封关运作。到2012年，10平方公里东疆保税港区全部建成。
2009年4月，东疆保税港区管委会制定了《天津港东疆港区总体规划》。
2009年11月，天津市进行了行政体制改革，撤销塘沽区、汉沽区、大港区，成立滨海新区，至此滨海新区由经济管理区转型为正式行政区。同时，并将天津东疆保税港区等特殊经济管理区被整合成为滨海新区的功能区，但东疆保税港区管委会不愿意改变天津市政府派出机构的身份，成为行政管理体制调整后尚未理清的问题。这被视为滨海新区开发开放的一大障碍。
2010年12月，发展改革委向国务院上报了《关于天津北方国际航运中心核心功能区建设方案的请示》（发改基础[2010]2579号）。2011年5月，国务院下发《国务院关于天津北方国际航运中心核心功能区建设方案的批复》（国函[2011]51号），正式批复同意天津以天津东疆保税港区为核心载体，开展国际船舶登记制度、国际航运税收、航运金融业务和租赁业务四个方面的政策创新试点。

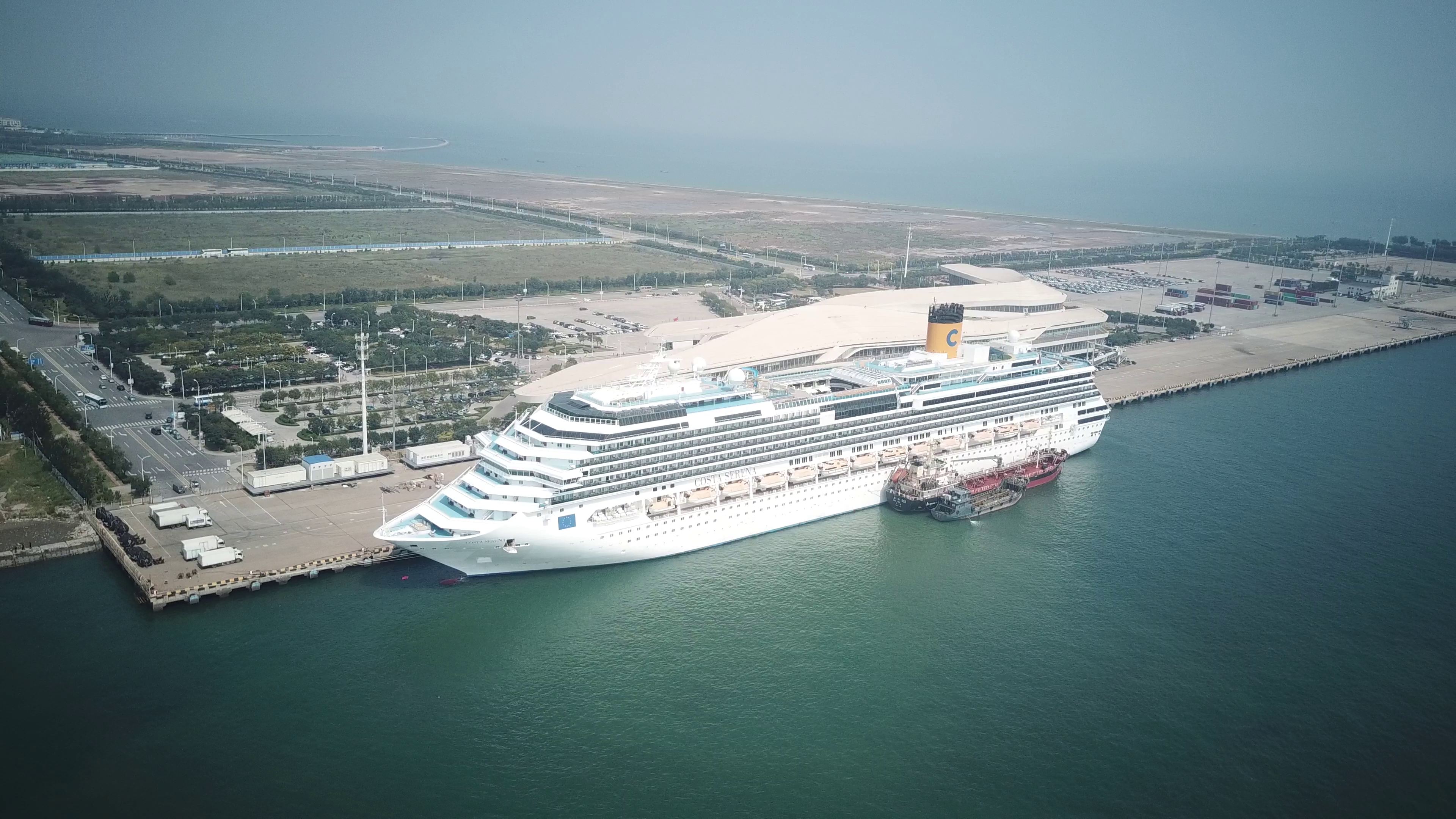
客运邮轮停靠在天津国际邮轮母港

2012年12月，财政部、国家税务总局联合发文，表示对注册在天津市东疆保税港区内的试点纳税人提供的国内货物运输、仓储和装卸搬运服务，实行增值税即征即退政策。

### 第二港岛建设时期

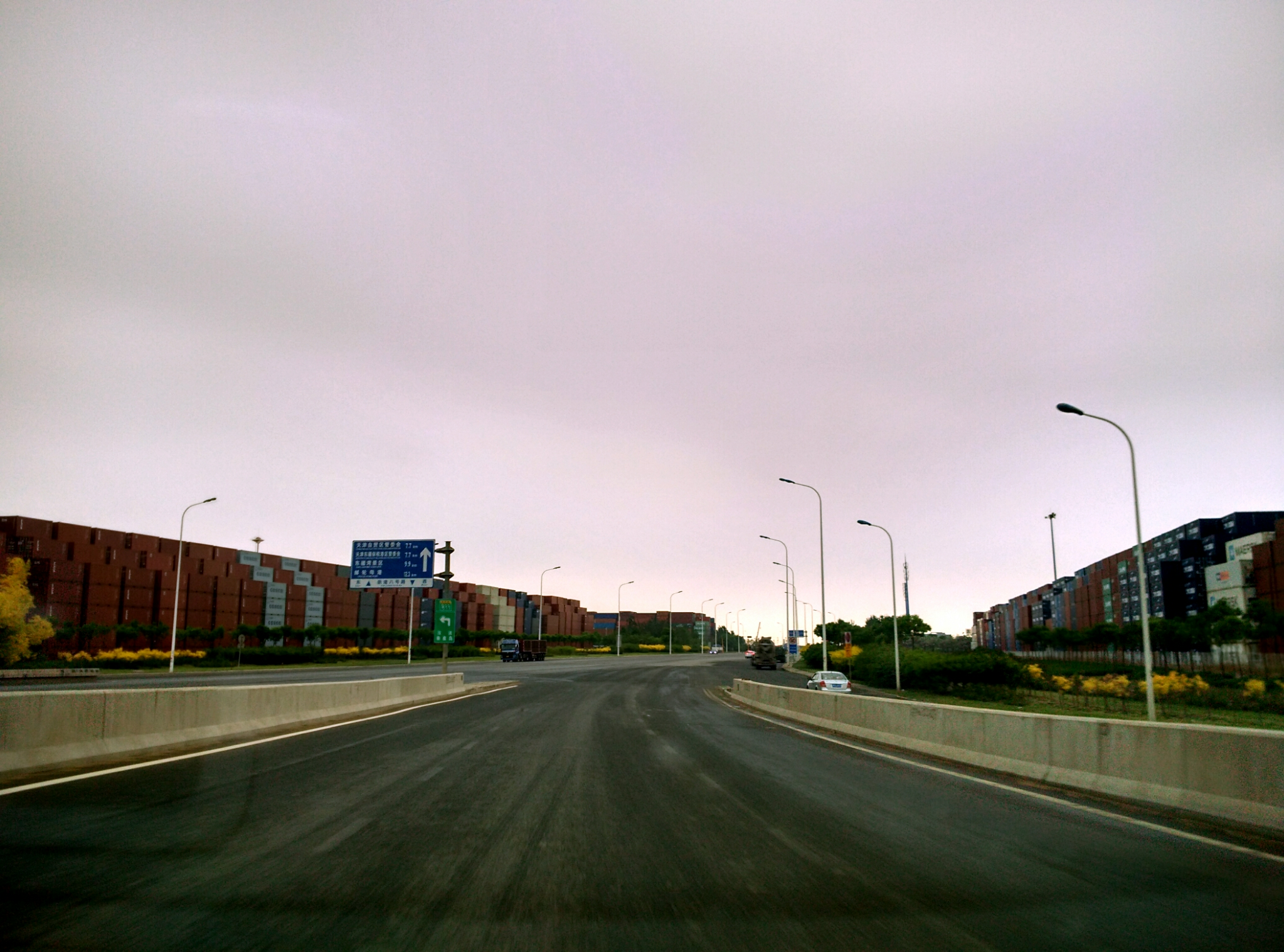
天津东疆保税港区新港八号路

2012年12月，中交一航局承建的天津港东疆北防波堤工程开工，为天津东疆保税港区第二港岛的建设做前期准备。
2013年5月，国家交通运输部批复同意《天津东疆保税港区国际船舶登记制度创新试点方案》，根据试点方案天津东疆保税港区将在全国率先实施国际船舶登记制度。
2013年7月，天津市人民政府决定成立东疆保税港区建设自由贸易港区领导小组议事协调机构，由天津市常务副市长崔津渡任组长，天津市副市长任学锋、天津市副市长、滨海新区区长宗国英任副组长。

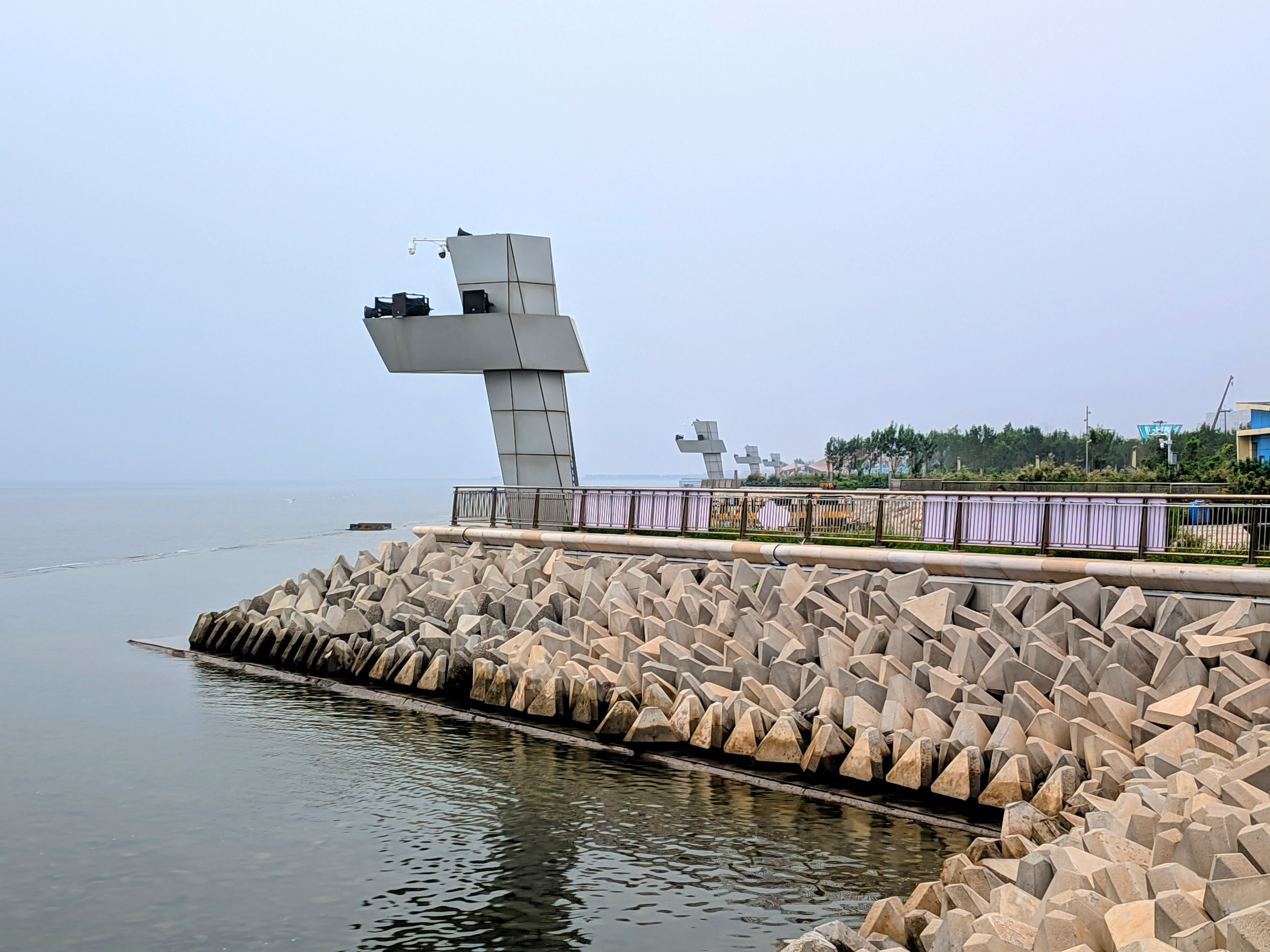
东疆亲海公园

### 天津东疆综合保税区时期
2020年5月，国务院关同意天津东疆保税港区转型升级为天津东疆综合保税区。

## 区位与交通

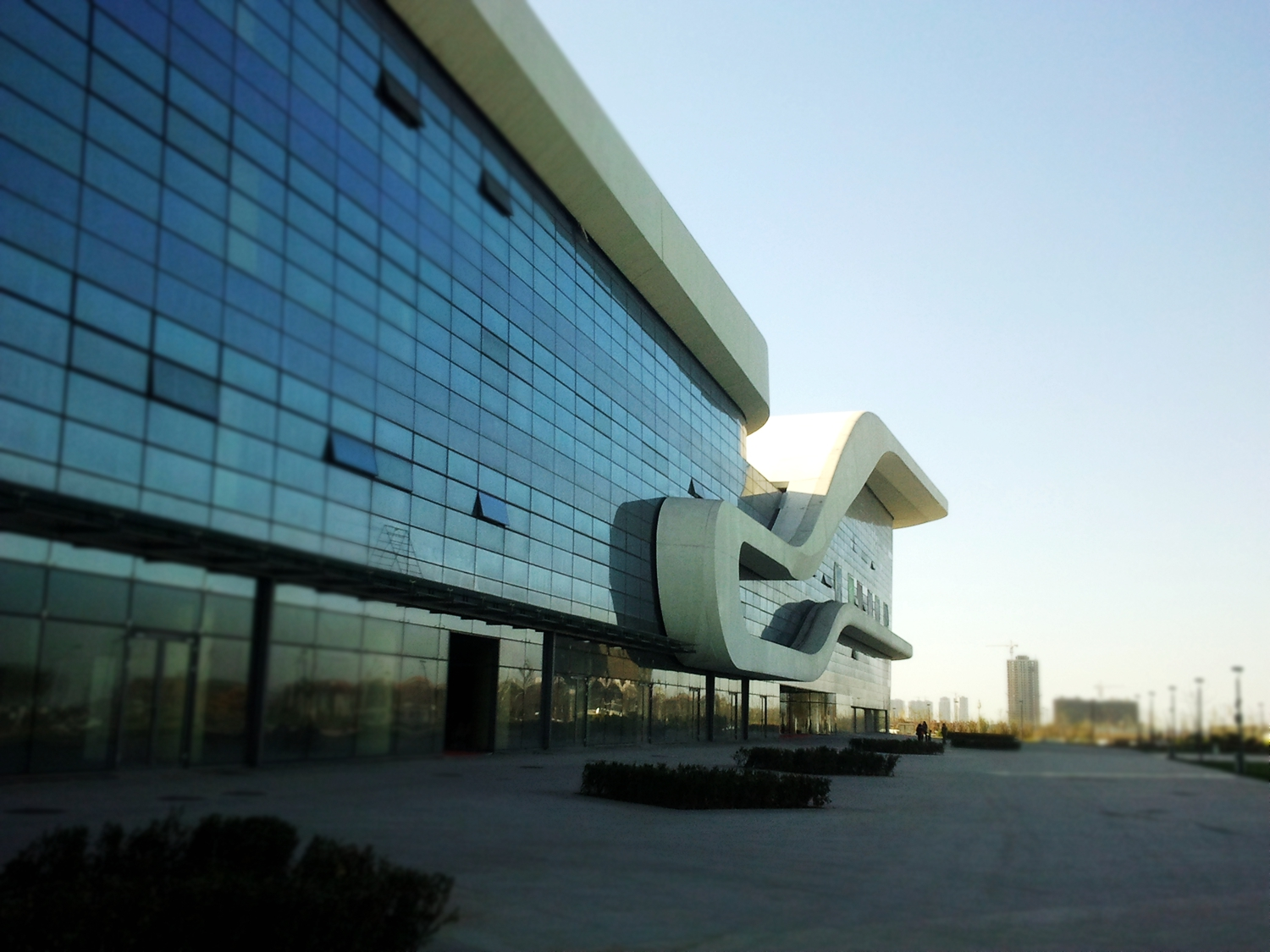
东疆国际商品展销中心

天津东疆综合保税区位于天津港东北部，东至渤海湾海域，南至天津港新港主航道，西至反“F”航道，北临永定新河口南治导线，为浅海滩涂基于天津港北大防波堤填海造陆形成的三面环海半岛式港区。
东疆综合保税区距离天津中心城区50公里，东疆综合保税区新港八号路正在建设的天津新港北铁路集装箱中心站，将提高天津港的集装箱吞吐量和进一步扩大天津港的铁路疏港能力。在公路方面，东疆综合保税区与海滨大道、京津塘高速公路、京津高速公路、津滨高速公路、津塘公路、京港高速、津晋高速公路、唐津高速公路及外围的高速公路相接驳。同时，配合东疆湾景区和邮轮母港的通勤，滨海公交公司开通了东疆港公交专线。

## 经济政策
东疆综合保税区属于国务院批准设立的海关特殊监管区，享有国家对于“境内关外”的政策。天津市人民政府在地方税收留成分配方面给予东疆综合保税区制定了留存政策，即企业营业税的100%全部留存东疆；增值税的25%全部留存东疆；企业所得税40%的地方留成部分全部留存东疆；个人所得税40%的地方留成部分全部留存东疆。

## 邮轮母港
天津国际邮轮母港，位于东疆保税港区的南端，于2010年6月26日正式开港，是亚洲最大的邮轮母港，也是中国北方唯一的邮轮母港，能够接待目前世界上最大的豪华邮轮。